# لنده
لنده (بالفارسية: لنده) هي مدينة تقع في إيران في مقاطعة لنده. يقدر عدد سكانها بـ 10,540 نسمة .